# IC 342
IC 342 (англ. Caldwell 5) або «Прихована галактика» — спіральна галактика типу SBc у сузір'ї Жираф.
IC 342 розташована приблизно за 11 мільйонів світлових років від Землі. За повідомленням Європейського космічного агентства (ESA) від 7 листопада 2023 року, не зважаючи на те, що галактику IC 342 дуже важко спостерігати, оскільки вона розташована за диском нашого Чумацького Шляху, тому пил, газ і зірки закривають огляд, космічний телескоп «Евклід» все ж таки здійснив її спостереження та фотографування.
Цей об'єкт міститься в оригінальній редакції індексного каталогу.